# Golf Magazin
Das Golf Magazin (Eigenschreibweise GOLF MAGAZIN) aus dem Hamburger Jahr Top Special Verlag ist eine der meistgelesenen Golfzeitschriften Europas. Die Zeitschrift, die 1948 gegründet wurde, erscheint heute monatlich. Chefredakteur ist seit Oktober 2016 Detlef Hennies.
Das Golf Magazin berichtet über alle großen Golf-Ereignisse, führt Schlägertests durch, zeigt Trends im Ausrüstungssektor, berichtet über deutsche Golfplätze, porträtiert Golfstars, nennt Reiseziele und gibt Trainings-Tipps.
Das Golf Magazin erreicht eine verkaufte Auflage von 46.831 (IVW 01/08) Exemplaren. Die Zeitschrift erreicht 280.000 Leser pro Ausgabe (AWA 2017) und ist damit die meistgelesene Golf-Zeitschrift im deutschsprachigen Raum. Die Leser des Magazins haben das höchste durchschnittliche Netto-Haushaltseinkommen aller von der AWA untersuchten Magazine in Deutschland.
Das Golf Magazin arbeitet exklusiv mit dem US-amerikanischen Marktführer Golf Digest zusammen. Das Golf Club-Magazin, das offizielle Organ der deutschen Landesgolfverbände, ist integriert.